# 다테 무네무라 (1718년)

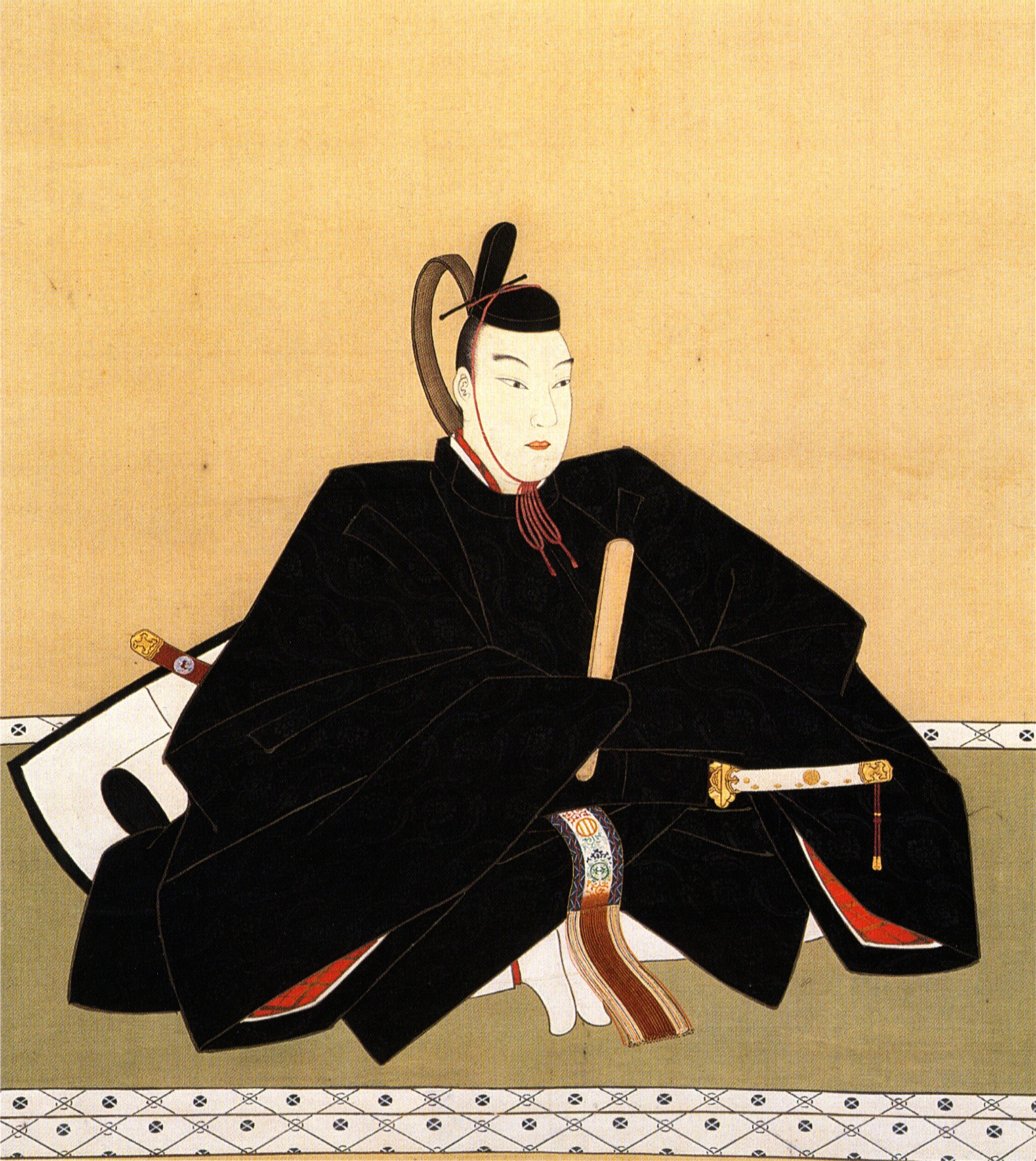
센다이 번주 다테 무네무라

다테 무네무라(일본어: 伊達宗村, 1718년 6월 25일 ~ 1756년 6월 21일)는 일본 에도 시대의 다이묘로, 센다이번의 6대 번주이다. 관위는 종사위상, 무쓰노카미이다.
교호 3년, 센다이 번 제5대 번주 다테 요시무라의 넷째 아들로 태어났다. 에도 막부의 8대 쇼군 도쿠가와 요시무네로부터 편휘를 받아 무네무라라는 이름을 얻었다. 간포 3년(1743년), 아버지 요시무라로부터 번주직을 물려받았다. 아버지와 마찬가지로 문학 방면에 조예가 깊어 많은 책을 저술했고, 기마술, 창술, 검술, 용병술, 포술 등에도 정통하여 지용을 겸비한 인물이었다고 한다.
엔쿄 4년(1747년) 8월 15일, 에도 성 혼마루에서 구마모토번주 호소카와 무네타카가 하타모토 이타쿠라 가쓰카네(板倉勝該)에게 살해당하는 일이 벌어졌다. 가쓰카네가 무네타카를, 원한을 품고 있던 안나카 번주 이타쿠라 가쓰키요로 오인하고 살해한 것인데, 사정이 그렇다 해도 에도 성 안에서의 살인은 바로 가문의 철폐로 이어지도록 법도가 정해져 있었다. 이때 마침 그 자리에 있던 무네무라가 기지를 발휘해서, 무네타카가 아직 숨이 붙어 있으니 저택으로 데려가 응급 조치를 취하라고 무네타카의 가신들에게 지시했다. 가신들은 급히 무네타카의 시신을 번저로 옮겼고, 결국 무네타카는 간호하였으나 끝내 사망한 것으로 처리되어, 호소카와 가문은 무네무라 덕분에 위기를 모면할 수 있었다.
호레키 2년(1752년), 센다이 번에 큰 흉년이 들었을 때, 와타리 지방의 농민 기타하라 긴페이가 무네무라에게 연공을 가볍게 해줄 것을 직소했다. 하지만 산킨코타이를 마치고 영지로 돌아오는 길에 일어난 직소 사건이었기 때문에, 무네무라는 기타하라의 집과 전답을 몰수하고 책형에 처했다. 호레키 6년(1756년)에 39세의 나이로 사망하였고, 맏아들 시게무라가 그 뒤를 이었다.
| 전임 다테 요시무라 | 제6대 센다이번 번주 1743년 ~ 1756년 | 후임 다테 시게무라 |